# Giuseppino Càmpana

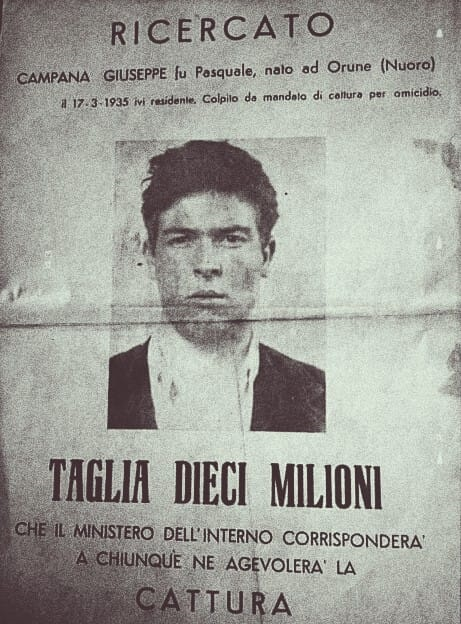
L'avviso di taglia su Giuseppino Càmpana emesso dal Ministero dell'Interno negli anni '60

(Giuseppino Càmpana)
Giuseppino Càmpana (Orune, 17 marzo 1935 – Orune, 20 gennaio 2013) è stato un criminale italiano,  uno dei più famosi esponenti del banditismo sardo.

## Biografia
Conosciuto anche col soprannome di Rubinu, orfano di padre, sin da bambino lavora come allevatore assieme ai fratelli nelle campagne di Orune . Nel 1965 per vendicarsi di un'offesa subita, durante una festa uccide in pieno centro un suo compaesano, Ignazio Chessa di 22 anni e si dà alla latitanza. Condannato a trent'anni di carcere per omicidio, viene posta dal Ministero dell'interno per la sua cattura una taglia di 10 milioni di Lire, il doppio di quelli offerti per Graziano Mesina. 

La mattina del 6 febbraio 1966 nelle campagne di Sa Matta a tre chilometri da Lollove, una pattuglia di Carabinieri guidata dal capitano Francesco Delfino, circonda l'ovile dove si nasconde. Lui riesce a sfuggire all'accerchiamento sparando contro i militari. Nel conflitto a fuoco rimane ucciso un carabiniere, Pietrino Piu, originario di Pozzomaggiore. Càmpana è condannato all'ergastolo.

Durante la cosiddetta stagione dei sequestri viene accusato di aver preso parte ai rapimenti di Giovanni Campus e Nino Petretto, entrambi di Ozieri, sequestrati nel 1968. Il suo nome circolò ancora per il sequestro dell'ingegnere olbiese Francesco Palazzini. L'ispettore Antonio Serra diceva di lui «Da latitante era defilatissimo. Solitario. Non se ne sentiva un granché».
Ruppe la sua riservatezza solo quando venne sospettato di aver preso parte al sequestro di Assunta Gardu Calamida avvenuto nelle campagne di Oliena nel 1970. Il bandito, infatti, mandò degli ambasciatori per far sapere alla famiglia della sequestrata di non essere coinvolto nel rapimento e di non saperne assolutamente nulla. Fu proprio in questa circostanza che fece dire a uno dei suoi emissari la famosa frase: « Un latitante è un coperchio buono per tutte le pentole! », a dire che un latitante può essere accusato anche di cose che non ha commesso.
La sua latitanza finì il 2 giugno del 1971 nella zona chiamata Tichineddu, nelle campagne di Orune.
Nel 1982 gli viene concesso un permesso di dieci giorni per fare da intermediario per il sequestro di persona dell'ex consigliere regionale del Partito Repubblicano Italiano Peppino Puligheddu avvenuto la sera del 3 dicembre di quello stesso anno, nel centro di Nuoro.
Nel 2003 gli è concessa la semilibertà.
Fino al 2010 Giuseppino Càmpana è in semilibertà finché a causa del peggioramento delle sue condizioni di salute gli viene concesso di vivere nel suo paese fino alla sua morte avvenuta il 20 gennaio del 2013.
Il suo avvocato Bruno Bagedda lo definiva «il più straordinario uomo dei boschi che abbia mai conosciuto!».